# Nanny (upprorsledare)
Nanny, född 1685, död cirka 1760, var en jamaicansk nationalhjälte. Hon var ledare för en grupp jamaicanska marooner, det vill säga förrymda slavar som levde i vildmarken i Jamaicas inland. Hon erkändes som enväldig härskare över sin grupp, är grundare av en stad, Nanny Town, och känd för sina strider mot britterna.

## Biografi
Nanny föddes omkring 1686 hos ashanti-folket i Ghana. Hon och flera av hennes släktingar blev slavar och såldes till slavuppköpare. De fördes på europeiska fartyg från Ghana till Jamaica. Nanny och hennes "bröder" Accompong, Cudjoe, Johnny och Quao hamnade på en plantage nära Port Royal De lyckades fly norrut och gömde sig i Blå bergen, där de grundade nya maroonkolonier av förrymda slavar i otillgängliga trakter.

### Nanny Town

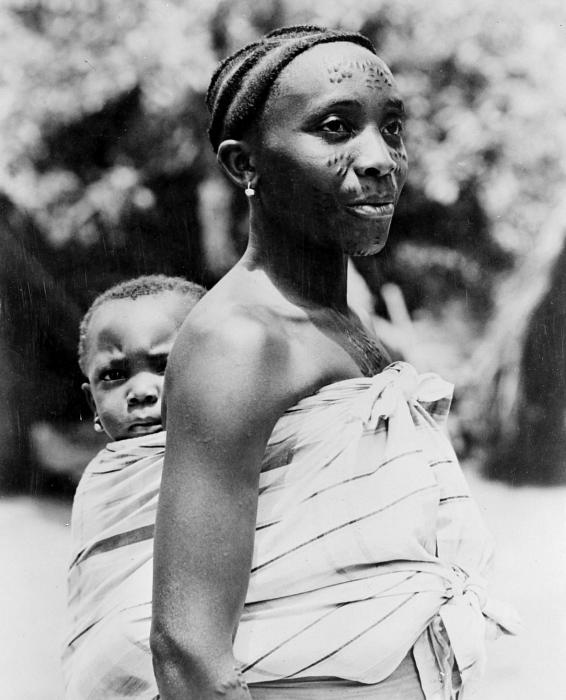
En ung maroonkvinna

År 1720 kontrollerade Nanny en bosättning i de blå bergen på östra delen av Jamaica. Samhället, cirka 2,4 km², kallades Nanny Town. Det var strategiskt placerat ovanför en flod, beskyddades av utkiksposter och krigare som kunde sammankallas via horn.
Förutom att vara en god strateg, var Nanny också en vis kvinna. Hon kände till ashantikulturen och berättade om legender och uppmuntrade invånarna att bevara musik och sånger från Afrika.
Invånarna i Nanny Town ville leva i fred, de odlade sin mat och idkade byteshandel med sina närmaste grannar. Ibland attackerade de engelsmännens plantager för att befria slavar. Sammanlagt befriade de mer än 800 afrikaner.

### Maroonkriget
Plantageägarnas odlingar brändes ner och de förlorade sin arbetskraft. De begärde att den brittiska kolonialarmén skulle stoppa maroonerna. Jaktlag bestående av engelska soldater, milissoldater och legosoldater finkammade djungeln i bergen. Nanny uppges ha dödats 1733 och Nanny Town förstördes året därpå. Men många marooner byggde nya små samhällen runtom i Jamaica.
1739 träffades ett avtal mellan den brittiske guvernören i Jamaica och maroonerna, som fick två områden om sammanlagt 10 km². De skulle stanna i dessa byar med egna ledare (Nannys ”bröder”) under en brittisk uppsyningsman. 

## Eftermäle
Nanny är känd som en av de tidigaste ledarna för slavmotstånd i Amerika. Hennes porträtt pryder en jamaicansk 500-dollarsedel.
Den 31 augusti 1982 utnämndes Nanny till "Nationens hjälte" tillsammans med Samuel Sharpe (slav född 1801).
I Blue Mountains National Park finns ett monument över Nanny på den plats där Nanny Town låg.